# Фуджи (река)
Вижте пояснителната страница за други значения на Фуджи.
Фуджи (на японски: 富士川, по английската Система на Хепбърн Fuji) е река, която тече от префектури Яманаши до Шидзуока в Япония. Дълга е 128 km и има площ от 3990 km2. Фуджи заедно с реките Могами и Кума се считат за трите най-бързотечащи реки в Япония.
Фуджи извира от планината Нокогири северозападен Яманаши.